# Gelis insolitus
Gelis insolitus är en stekelart som först beskrevs av Howard 1897.  Gelis insolitus ingår i släktet Gelis och familjen brokparasitsteklar. Inga underarter finns listade i Catalogue of Life.